# Empis theodori
Empis theodori är en tvåvingeart som först beskrevs av Collin 1960.  Empis theodori ingår i släktet Empis och familjen dansflugor. Inga underarter finns listade i Catalogue of Life.